# Église Notre-Dame-de-l'Assomption d'Évian-les-Bains
L'église d'Évian-les-Bains est une église située à Évian-les-Bains, en France.

## Localisation
L'église est située dans le département français de la Haute-Savoie, sur la commune d'Évian-les-Bains.

## Historique
Sa construction est traditionnellement calée entre 1260 et 1265 mais, étant donné la présence du château de Pierre de Savoie et du choix d'Evian comme centre administratif il serait étonnant que son origine ne soit pas plus haute au cours du XIIIe siècle. Une bulle papale mentionne un édifice cultuel en 1250, sous le vocable de "Bienheureuse Marie dans son Assomption" (Girod). La datation peut encore être reculée au premier quart de ce siècle, avec la présence de Jean chapelain d'Eviant, lors d'une donation envers l'abbé d'Aulps, en 1218.
Elle est inscrite MH partiellement, par arrêté du 1er juillet 1974.

## Description

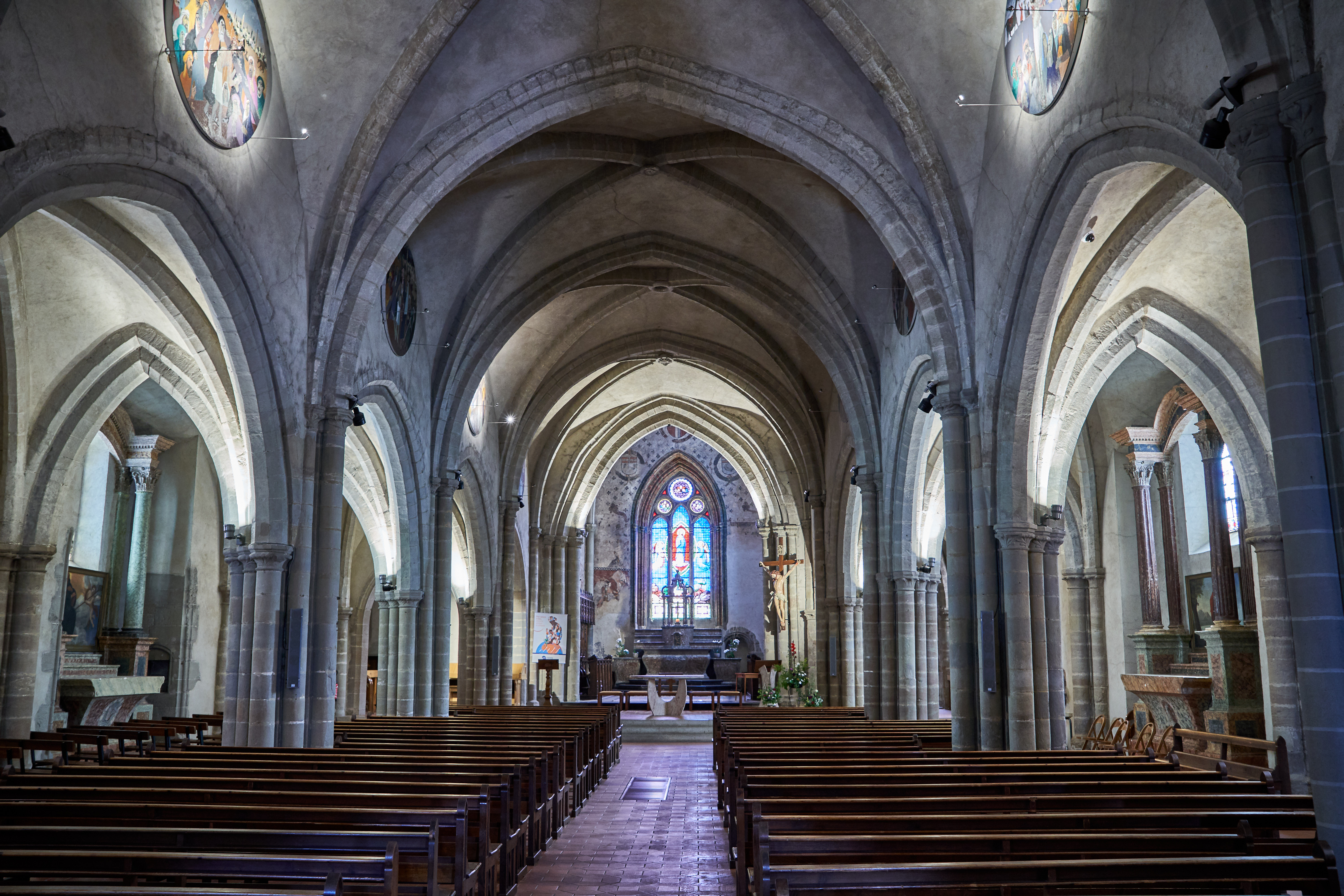
Nef

L'édifice est de plan rectangulaire, avec une nef centrale accolée de deux bas-côtés, un transept non saillant, un chœur à chevet plat rectangulaire surmonté d'un clocher. 
Elle possède un tableau de Notre-Dame de Grâce du XVIe siècle. Le chemin de croix, au sommet de l'allée principale, a été dessiné par le peintre contemporain local Pierre Christin.

## Protection

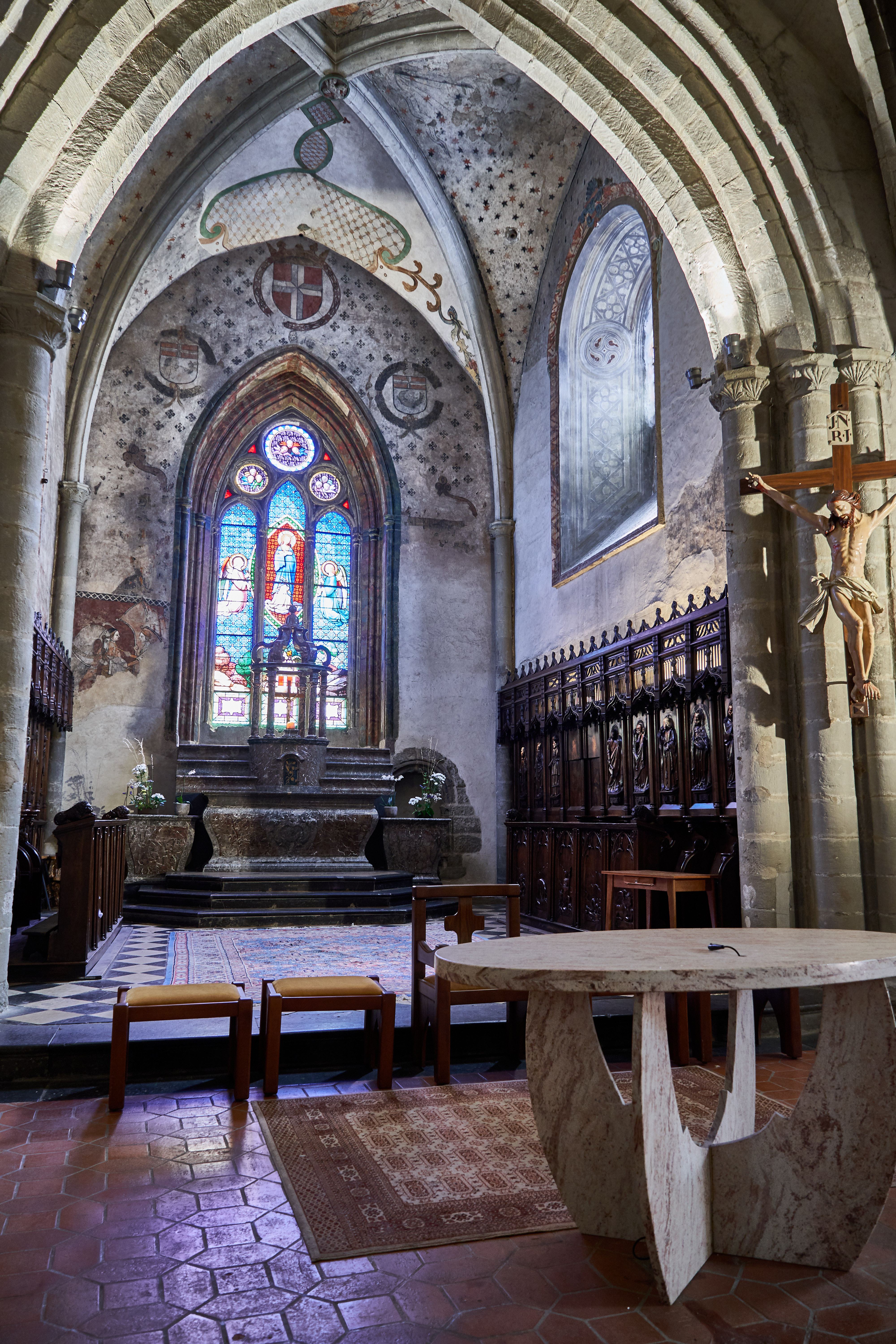
Stalles dans une chapelle attenante.

L'édifice est inscrit au titre des monuments historiques en 1974
Différents objets sont eux aussi classés :
- Des stalles du XVe siècle[A 1].
- Un bas-relief au sujet de la Vierge à l'Enfant du XVe siècle[A 2].
- Une sculpture de Vierge à l'Enfant dite Vierge-du-Rosaire[A 3].
- Une sculpture de sainte Catherine[A 4].

### Pour la protection (A)
1. ↑  Notice no PM74000208, sur la plateforme ouverte du patrimoine, base Palissy, ministère français de la Culture.
2. ↑  Notice no PM74000207, sur la plateforme ouverte du patrimoine, base Palissy, ministère français de la Culture.
3. ↑  Notice no PM74000617, sur la plateforme ouverte du patrimoine, base Palissy, ministère français de la Culture.
4. ↑  Notice no PM74000209, sur la plateforme ouverte du patrimoine, base Palissy, ministère français de la Culture.

### Autre référence
1. 1 2  « Église », notice no PA00118394, sur la plateforme ouverte du patrimoine, base Mérimée, ministère français de la Culture